# Gabriel Naudé
Gabriel Naudé (født 2. februar 1600 i Paris ; død 10. juli 1653 i Abbeville) var en fransk biblioteksmand og skribent.
Naudé er mest kendt for at han i ti år var leder af Bibliothéque Mazarine i Paris. Biblioteket var meget moderne og velordnet. Det blev åbnet for offentligheden i 1644, hvad der var usædvanlig på dette tidspunkt. En tid var han også bibliotekar for Dronning Kristina af Sverige.
I 1627 skrev han bogen Advis pour dresser une bibliothèque om bibliotekers indretning og funktion. Naudé betonede blandt andet, at muligheden for bøgernes praktiske anvendelighed havde forrang for pomp og pragt. Han formulerede en række visionære og forbløffende moderne ideer om bibliotekers alsidige og fordomsfrie sammensætning og opbygning. Endelig understregede han betydningen af, at et bibliotek var åbent for ”selv den ringeste læser, der kan have brug for [bøgerne]”. Selv formåede han at få biblioteket åbnet for offentligheden hver torsdag.  Bogen er oversat til dansk med titlen Vejledning i biblioteksarbejde.  Den betragtes som en klassiker i biblioteksfaget.

## Naudé og Danmark
Naudé besøgte blandt andre oldtidsforskeren Ole Worm og bogsamleren Jørgen Seefeld, da han passerede Danmark i 1652. 